# Празький український архів
Празький український архів — фонди Музею визвольної боротьби України та Українського історичного кабінету, що були передані до СРСР на вимогу окупаційної влади за рішенням уряду Чехословацької Республіки від 15 серпня 1945 року.
За умовами, викладеними у Постанові уряду Чехословаччини, ці фонди мали зберігатися у Києві в Українському центральному архіві як самостійний відділ, поіменований як «Празький український архів», а чехословацькій стороні мали бути надані фотокопії переданих документів.

## Історія
Історія розвитку П.а. пройшла такі етапи:
- формування колекцій в Українському історичному кабінеті та Музеї визвольної боротьби України;
- переміщення до УРСР у 1945 та 1958;
- оперативна розробка й науково-технічне опрацювання фондів 1945–50 та 1958–62;
- період "небуття" (початок 1960-х – кінець 1980-х рр.);
- розсекречування й введення до наукового обігу (із кінця 1980-х – поч. 1990-х рр.).

Розпорошення первісно цілісного масиву П.а. було проведене в результаті т. зв. оперативної розробки документів із метою пошуку "контрреволюційних елементів" (1945–62). Цій меті було підпорядковане науково-технічне опрацювання документів за т. зв. скороченим циклом, їхнє фондування, розпорошення цілісних документальних комплексів без урахування походження, приналежності та специфіки документів.

### Передача до СРСР
13 червня 1945 року була прийнята постанова уряду Чехословацької Республіки «подарувати Академії наук СРСР у зв'язку із її 220-річчям, як представниці радянської науки, так званий Російський історичний архів», до складу якого входили документи, що стосувалися Української революції.
15 серпня 1945 року була прийнята постанова уряду Чехословацької Республіки, згідно якої «українська частина так званого Російського архіву у Празі, подарованого Академії наук СРСР, була вилучена з нього й передана урядові Української Радянської Соціалістичної республіки», при цьому повинні були бути дотримані умови передачі: "Український центральний архів як компенсацію за подаровані документи надасть у розпорядження Чехословаччини їх фотокопії, а подарований архів залишиться у Києві як архівне ціле («фонд») під назвою «Празький історичний архів»".
Задокументовані переміщення сегментів П.а. з Праги відбулися в 1945 та 1958. Існують припущення щодо передавання П.а. до УРСР 1948 та 1983; на сьогодні вони документально не підтверджені. У липні 1945 до Чехословацької Республіки прибула архівна пошукова група у складі заступника начальника Управління державними архівами НКВС УРСР П.Павлюка, директора Центрального державного архіву фонофотокінодокументів УРСР Г.Пшеничного і начальника відділу держ. архівів Управління НКВС по Львівській обл. Г.Неклеси. Було виявлено архіви Українського вільного університету, Української господарської академії в Подєбрадах, а також Українського історичного кабінету, урочисте передавання якого відбулося 4 вересня 1945 як "дар Чехословацького уряду Українській РСР"; офіційний акт передавання підписано 30 серпня, а фактичне переміщення архіву почалося ще 18 серпня 1945.

### Опрацювання
Для оперативного опрацювання еміграційних архівів 1 жовтня 1945 було створено окремий відділ у складі ЦДІА УРСР – спец. відділ таємних фондів. У результаті оперативної розробки документів Укр. істор. кабінету для потреб спецслужб створено значні обсяги довідкової документації на бл. 82 тис. осіб (довідки-орієнтировки, списки-довідники, алфавітні книги-довідники, короткі характеристики на укр. "білоемігрантів", персональні характеристики, характеристики на фондоутворювачів особових фондів, спецповідомлення, індивідуальні та групові істор. довідки, огляди фондів тощо). Створено картотеку на діячів Укр. революції 1917–21, кваліфікованих рад. режимом як "контрреволюційний елемент" (містить біографічно-довідкові дані на понад 100 тис. осіб; нині зберігається в Центр. держ. архіві вищих органів влади і управління України – ЦДАВО України).
У липні 1950 після завершення опрацювання документів 1945 надходження спец. відділ таємних фондів ЦДІА УРСР було ліквідовано. Сформовано бл. 250 фондів обсягом понад 23 тис. справ (за ін. даними, 340 фондів, бл. 37 тис. справ), що ідентифікуються як складова П.а. Утворені фонди передано до Центр. держ. архіву Жовтневої революції та соціаліст. буд-ва УРСР.
1958 до УРСР було передано колекції Музею визвол. боротьби України, закритого в березні 1948. У результаті опрацювання цих документів у відділі таємних фондів ЦДІА УРСР сформовано ще 173 фонди (7,2 тис. справ). 1962 було визнано безперспективність подальшої оперативної розробки еміграційних та подібних фондів. Обидва документальних масиви об'єдналися після переїзду Центр. держ. архіву Жовтневої революції та соціаліст. буд-ва УРСР до Києва 1970.
1962, у ході науково-тех. опрацювання колекцій Музею визвол. боротьби України частину експонатів (меморіальні стрічки, шлики до шапок, прапорці Української Народної Республіки та ін.) було передано до Київ. держ. істор. музею, а частину – знищено.
У середині 1990-х рр. у літературі поширювалася теза (Л.Лозенко, М.Мушинка) про свідоме розпорошення П.а. у 1963 поміж регіональними архівами; насправді до останніх було передано за профілем лише бл. 50 одиниць зберігання; передані документи поповнили вже існуючі фонди, що було логічним і професійно обґрунтованим кроком.
Незначний за обсягом, але цінний фрагмент П.а. представлений у ЦДАМЛМ України матеріалами ф. 544 "Колекція книжкової графіки (відбитки)" (117 одиниць зберігання книжкової графіки видатних укр. митців міжвоєнної доби).
1988 до Парт. архіву Ін-ту історії партії при ЦК КПУ (нині Центр. держ. архів громад. об'єднань України – ЦДАГО України) з КДБ УРСР надійшло 117 картонажів з матеріалами укр. еміграції з ЧСР, з яких згодом було сформовано ф. 269 "Колекція документів “Український музей у Празі”" (бл. 1,5 тис. справ).
Після 1991 тривають надходження до різних установ України сегментів П.а. про осіб, чиє життя було пов'язане з міжвоєнною ЧСР.
За останніми обрахунками, сукупний обсяг окремих сегментів П.а. в держ. архівах (ЦДАВО України, ЦДАГО України, ЦДАМЛМ України, ЦДІА України, м. Київ, ЦДІА України, м. Львів) становить бл. 340 фондів (понад 33 тис. одиниць зберігання) і 3,6 тис. одиниць зберігання фотодокументів у 26-ти альбомах (Центр. держ. кінофотофоноархів України ім. Г.Пшеничного). Найбільший сегмент П.а. зберігається у ЦДАВО України (323 фонди, 28,4 тис. справ).
Нерозривно пов'язана із цим масивом частина 94-х фондів еміграційного походження ЦДАВО України (1,9 тис. справ); документи, отримані з Чехії та Словаччини після 1991 (Держ. архів Терноп. обл. – 132 справи; Інститут літератури імені Т. Шевченка НАН України – 2,9 тис. одиниць зберігання; Держ. музей літератури України – 30 одиниць зберігання; ЦДАМЛМ України – 31 одиниця зберігання; Центр. держ. архів зарубіжної україніки – 4,7 тис. окремих документів).
Бібліотечний сегмент П.а. охоплює 4,3 тис. книг та брошур і 18,6 тис. примірників журналів та газет, з яких чіткі атрибуційні ознаки П.а. (печатки, дарчі, автографи, адреси тощо) мають 1,9 тис. книжок, 16,6 тис. примірників періодичних видань.
За межами України окремі фрагменти фондів П.а., дотичних установ та діячів, які виступали фондоутворювачами особових фондів Укр. істор. кабінету та Музею визвол. боротьби України, зберігаються в архівах, б-ках і музеях Росії, Чехії та Словаччини.